# Interieur met twee mannen bij het vuur
Interieur met twee mannen bij het vuur is een schilderij door de Noord-Nederlandse schilder Quiringh van Brekelenkam in het Rijksmuseum in Amsterdam.

## Voorstelling
Het stelt een interieur voor met twee oudere mannen zittend naast een open haard. De ene man houdt een bruine bierpul vast. De andere man is bezig met een vuurtest zijn pijp aan te steken. Aan de muur achter hen hangt een groot boord met boven de cijfers 1 tot en met 9 met daaronder kervingen of turvingen. In het verleden werd het werk gezien als pendant van Interieur met hengelaar en man bij spoelrad en haspel van Van Brekelenkam.

## Toeschrijving en datering
Het schilderij is rechtsonder gesigneerd en gedateerd ‘Q·Brekelenkam·1664’.

## Herkomst
Het werk is afkomstig uit de verzameling van de Rotterdamse verzamelaar Gerrit van der Pot. Het werd op 6 juni 1808 samen met Interieur met hengelaar en man bij spoelrad en haspel als één lot aangeboden op de boedelveiling van Van der Pot in Rotterdam. Dit lot werd toen voor 850 gulden gekocht door J.J. de Wit voor het Koninklijk Museum, de voorloper van het Rijksmuseum Amsterdam.